# Ivar Bern
Ivar Bern (* 20. Januar 1967) ist ein norwegischer Schachspieler. Er gewann 2006 die Weltmeisterschaft im Fernschach.

## Fernschach
1986 wurde Bern Mitglied im norwegischen Fernschachverband. 1988 gewann er die norwegische Fernschachmeisterschaft. 1991 erhielt er vom Weltfernschachverband ICCF den Titel Internationaler Meister, 1993 wurde er Großmeister. Seine Elo-Zahl im Fernschach beträgt 2649 aus 168 gewerteten Partien.
Die Qualifikation zur Endrunde der 17. Weltmeisterschaft erreichte er durch einen dritten Platz im Halbfinale 1989/95 und einen vierten Platz im 3/4-Finale. Die Endrunde begann im März 2002. Bern nahm sich für dieses Turnier ein anderthalbjähriges Sabbatical und analysierte nach eigenen Angaben Tag und Nacht. Er habe in 16 Partien zusammengenommen nicht mehr als fünf ungenaue Züge gemacht. Im Januar 2006 stand er mit 10,5 aus 16 Punkten als Sieger fest. Zwar war er punktgleich mit den Deutschen Wolfgang Rohde und Joachim Neumann, aber wegen der besseren Wertung wurde er Weltmeister. Er war der bislang jüngste Träger dieses Titels. Kurioserweise war er nie „amtierender Weltmeister“, da zum Zeitpunkt seines Turniersieges die von Joop van Oosterom gewonnene 18. Weltmeisterschaft bereits seit fast einem Jahr beendet war, weil sie im Unterschied zur 17. Weltmeisterschaft per E-Mail ausgetragen wurde und die Züge daher schneller übermittelt wurden.

## Nahschach
Im Nahschach gewann Bern dreimal die Offene norwegische Meisterschaft, nämlich 1986, 1989 und 1990. In der Geschlossenen norwegischen Meisterschaft belegte er 1989 und 1990 Platz 3. 1988, 1992 und 1994 vertrat er Norwegen bei der Schacholympiade, 1989 nahm er mit der norwegischen Mannschaft an der Mannschaftseuropameisterschaft teil. 1992 erhielt er von der FIDE den Titel Internationaler Meister. Bern spielte in den Saisons 2017/18 und 2018/19 für den Bergens Schakklub, für den er bereits in der Saison 2015/16 und vorher schon jahrelang spielte und mit dem er fünfmal die Mannschaftsmeisterschaft von Norwegen (1994, 1997, 1998, 2000 und 2003) gewann. Von der Saison 2012/13 bis zur Saison 2014/15 und erneut in den Saisons 2016/17 und 2019/20 spielte er für den SK 96 Bergen. Seine Elo-Zahl beträgt 2301 (Stand: März 2020), im Januar 1991 erreichte er seine bisher höchste Elo-Zahl von 2405.

## Journalist
In der Zeitung Bergens Tidende betreut er die Schachrubrik.

## Privat
Bern arbeitet im Pädagogisch-Psychologischen Dienst in der Stadt Bergen. Auch spielte er als Gitarrist in den Rockgruppen The Swamp Babies und Syv. Er hat einen Sohn namens Balder.